# Frauen Vorarlberg-Liga
Die Frauen Vorarlberg-Liga (auch Frauen Vorarlbergliga, kurz FVL) ist die höchste Fußballliga des österreichischen Bundeslands Vorarlberg und im Frauenfußball die dritthöchste Spielklasse. Sie beschränkt sich ausschließlich auf Vereine des Vorarlberger Fußballverbands (VFV).

## Geschichte
Anfänge als Landesliga Damen
| Saison           | Meister          |
| Landesliga Damen | Landesliga Damen |
| ---------------- | ---------------- |
| 1972/73          | SC Hatlerdorf    |

In der Saison 1972/73 wurde das erste Mal eine Landesliga im Damenfußball ausgetragen. Meister wurden die Damen aus Hatlerdorf, ein Stadtteil von Dornbirn.
Wiedereinführung als Landesliga Damen
| Saison           | Meister          |
| Landesliga Damen | Landesliga Damen |
| ---------------- | ---------------- |
| 1991             | RW Rankweil      |
| 1992             | RW Rankweil      |
| 1993             | RW Rankweil      |
| 1993/94          | RW Rankweil      |
| 1994/95          | FC Schruns       |

Anfang der 1990er Jahre führte der Vorarlberger Fußballverband wieder eine Frauenlandesmeisterschaft zu organisieren. In dieser Zeit dominierte der FC Rot-Weiß Rankweil, 1995 gewann der FC Schruns die Meisterschaft.
Frauen-Vorarlbergliga(3. Spielklasse)
| Saison                | Meister               |
| Frauen-Vorarlbergliga | Frauen-Vorarlbergliga |
| --------------------- | --------------------- |
| 1995/96               | FC Schruns            |
| 1996/97               | FC Schruns            |
| 1997/98               | FC Egg                |
| 1998/99               | FC Egg                |

Ab der Saison 1995/96 wurde die Frauen-Vorarlbergliga eingeführt, die Frauen-Landesliga wurde zur 4. Spielklasse. In den ersten vier Saisonen feierten jeweils zweimal der FC Schruns und der FC Egg den Meistertitel.
Frauen-Vorarlbergliga (3. Spielklasse)
| Saison                                                        | Meister               |
| Frauen-Vorarlbergliga                                         | Frauen-Vorarlbergliga |
| ------------------------------------------------------------- | --------------------- |
| 1999/2000                                                     | Schwarz-Weiß Bregenz  |
| 2000/01                                                       | FC Lingenau           |
| 2001/02                                                       | FC Lingenau           |
| 2002/03                                                       | FC Koblach            |
| 2003/04                                                       | FC Koblach            |
| 2004/05                                                       | Schwarz-Weiß Bregenz  |
| 2005/06 K1                                                    | Schwarz-Weiß Bregenz  |
| 2006/07                                                       | Schwarz-Weiß Bregenz  |
| 2007/08                                                       | FC Koblach            |
| Frauen Vorarlberg-Liga Play Off                               |                       |
| 2008/09 K1                                                    | FC Lustenau           |
| K1 Änderung des Meisterschaftsmodus und Umbenennung der Liga. |                       |

Mit der neuen Einteilung der 2. Frauenliga in der Saison 1999/2000 in vier Regionen, gliederte man 1999 die Vorarlberg-Liga in das österreichische Ligasystem weiterhin als 3. Spielklasse ein. Die Frauen vom Schwarz-Weiß Bregenz gewannen 2000 den Meistertitel, danach feierten jeweils zweimal der FC Lingenau und der FC Koblach den Titel. 2005 jubelten wieder die Bregenzer über den Titel. Die Bregenzer setzten in den nächsten zwei Saisonen die Siegesserie fort, der FC Koblach und der FC Lustenau gewannen den Meistertitel.
Frauen Vorarlberg-Liga (3. Spielklasse)
| Saison                                                        | Meister                                           |
| Frauen Vorarlberg-Liga                                        | Frauen Vorarlberg-Liga                            |
| ------------------------------------------------------------- | ------------------------------------------------- |
| 2009/10 K1                                                    | FC Lustenau                                       |
| 2010/11                                                       | SC Röthis                                         |
| 2011/12                                                       | RW Rankweil                                       |
| 2012/13                                                       | FFC Vorderland                                    |
| 2013/14                                                       | Dornbirner SV                                     |
| 2014/15                                                       | FC Alberschwende                                  |
| 2015/16                                                       | FC Alberschwende                                  |
| 2016/17                                                       | FC Alberschwende                                  |
| 2017/18                                                       | FFC Vorderland II                                 |
| 2018/19                                                       | FC Alberschwende                                  |
| 2019/20                                                       | wegen COVID-19-Pandemie in Österreich abgebrochen |
| 2020/21                                                       | FC Dornbirn Damen                                 |
| 2021/22                                                       | SPG Leiblachtal Damen                             |
| 2022/23                                                       | SPG Milz/Leiblachtal                              |
| 2023/24                                                       | RW Rankweil                                       |
| 2024/25                                                       | FC Alberschwende                                  |
| K1 Änderung des Meisterschaftsmodus und Umbenennung der Liga. |                                                   |

In den Saison 2009/10 bis zur Saison 2019/20, bis zum Beginn der COVID-19-Pandemie in Österreich, konnte FC Alberschwende viermal, FFC Vorderland zweimal und FC Lustenau, SC Röthis, FC Rot-Weiß Rankweil und Dornbirner SV je einmal die Meisterschaft für sich entscheiden. Nach der Pandemie gewann der FC Dornbirn Damen, SPG Leiblachtal Damen, SPG Milz/Leiblachtal und der FC Rot-Weiß Rankweil den Meistertitel.

## Bezeichnung (Sponsor)
Die Frauen Vorarlberg-Liga hat zurzeit keinen Sponsor im Namen. Die Landesliga hat im Verlauf ihres Bestehens immer Frauen Vorarlberg-Liga geheißen.

## Spielmodus
Die Liga umfasst sechs Teams, wobei jeder Verein gegen jeden andere je zwei Heim- und zwei Auswärtsspiele bestreitet. Eine Saison umfasst insgesamt also 20 Spieltage. Der nach Saisonende Tabellenerste ist für die Relegation zum Aufstieg in die zweitklassige 2. Liga mit den Meistern aus Oberösterreich, Salzburg und Tirol berechtigt.

## Die Titelträger
Folgende Vereine wurden in Vorarlberg ab 2008 Meister:
6 Meistertiteln
RW Rankweil (1991, 1992, 1993, 1994, 2012, 2024)
5 Meistertiteln
FC Alberschwende (2015, 2016, 2017, 2019, 2025)
4 Meistertiteln
Schwarz-Weiß Bregenz (2000, 2005, 2006, 2007)
3 Meistertiteln
FC Koblach (2003, 2004, 2008)
FC Schruns (1995, 1996, 1997)
2 Meistertiteln
SPG Leiblachtal Damen (2022, 2023)
FFC Vorderland (2013, 2018 M1)
FC Lustenau (2009, 2010)
FC Lingenau (2001, 2002)
FC Egg (1998, 1999)
1 Meistertiteln
FC Dornbirn Damen (2021)
Dornbirner SV (2014)
SC Röthis (2011)
FC Nüziders (2008)
SC Hatlerdorf (1973)